# Tjörbäckstjärnen
Tjörbäckstjärnen är en sjö i Älvdalens kommun i Dalarna och ingår i Dalälvens huvudavrinningsområde.